# Kick-’em-Jenny

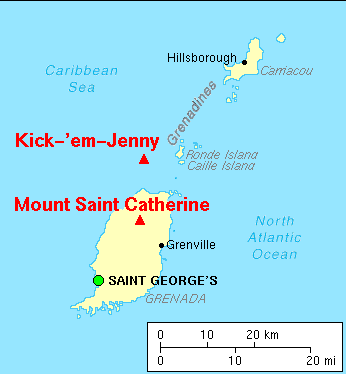
Lage von Kick-’em-Jenny

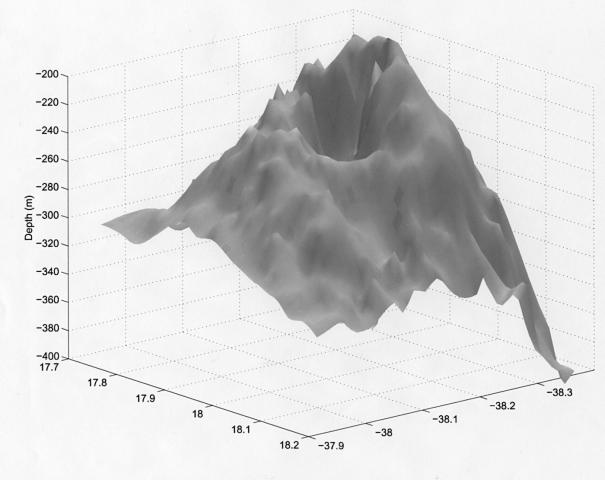
Form des Vulkans

Kick-’em-Jenny, auch Kick’em Jenny, ist ein aktiver submariner Vulkan oder Tiefseeberg auf dem Grund des Karibischen Meeres acht Kilometer nördlich der Insel Grenada und fünf Kilometer westlich von Ronde Island in den Grenadinen.
Kick-’em-Jenny erhebt sich 1300 m über den Meeresboden am steilen inneren Westhang des Kamms der Kleinen Antillen. Östlich dieses Kamms unterliegt die ozeanische Kruste der Nordamerikanischen und der Südamerikanischen Platte der Subduktion unter die Karibische Platte und unter den Vulkanbogen der Kleinen Antillen.

## Aktivität
Der erste Bericht über den Vulkan erschien 1939, obwohl er viele Male zuvor ausgebrochen sein muss. Am 23./24. Juli 1939 durchbrach  eine Eruption die Meeresoberfläche und schickte eine Dampfwolke und Staub 275 m hoch in die Luft. Sie erzeugte eine Serie von Tsunamis, die bei Erreichen der Nordküste Grenadas und der Südlichen Grenadinen ungefähr zwei Meter hoch waren. 2003 erreichte der Gipfel eine Höhe von 180 m unter der Meeresoberfläche. Man geht inzwischen davon aus, dass dies seit den 1960er Jahren ungefähr gleichbleibend ist.
Der Vulkan ist zwischen 1939 und dem 4. Dezember 2001 insgesamt zwölfmal ausgebrochen. Danach ereignete sich ein Ausbruch vom 22. bis zum 28. Juli 2015. Dabei zeigten sich seit dem 11. Juli 2015 Anzeichen für erhöhte seismische Aktivität, wobei am 23. Juli ein so starker Erdstoß registriert wurde, dass die Behörden Alarmstufe Orange ausriefen, die zweithöchste überhaupt. Der bislang letzte Ausbruch fand am 29. April 2017 statt.
Keiner der Ausbrüche erreichte die Stärke von 1939, sie wurden zumeist von seismischen Aufzeichnungsgeräten entdeckt. Die größeren Eruptionen waren auch unter Wasser oder an Land in der Nähe als ein tiefes grollendes Geräusch zu hören.
Eine Unterwasserexpedition entdeckte 2003 einen Krater mit aktiven Fumarolen, die kalte und heiße Gasblasen absonderten. Proben von frischem olivinischem Basalt wurden eingesammelt. Ein bogenförmiger Zusammenbruch erschien an der Westflanke des Kamms und war anscheinend die Ursache für einen untermeerischen Bergsturz, der sich 15 km den Hang entlang nach Westen Richtung Grenada-Becken erstreckte.

## Etymologie
Der Vulkan war vor 1939 unbekannt, obwohl „Kick’em Jenny“ auf früheren Karten entweder als der Name einer kleinen Insel erschien, die jetzt Diamond Rock oder Île Diamante genannt wird, oder als der Name der Meeresstraße zwischen Grenada und Ronde Island (auch Île de Ronde). Der Name selbst mag einen Bezug zu den Gewässern haben, die bisweilen äußerst rau sind.

## Weitere angrenzende Vulkane
Kick’em Jenny benachbart sind ein weiterer Unterwasservulkan, Kick’em Jack, sowie mehrere kleinere Kegel.